# Nevo de Becker
El nevo de Becker es una enfermedad que consiste en la existencia en la piel de una lesión pigmentada con bordes bien delimitados en la que frecuentemente crecen pelos y se clasifica técnicamente como un hamartoma hiperpigmentado. Puede localizarse en cualquier zona de la piel aunque lo más habitual es que esté situado en los hombros o el tórax. El nevo de Becker es una afección benigna que no precisa ningún tratamiento médico, salvo por motivos de estética.

## Historia
La primera descripción fue realizada en 1948 por el dermatólogo Samuel William Becker (1894–1964).

## Síndrome del nevo de Becker
El nevo de Becker puede presentarse como manifestación aislada o bien asociarse a diferentes anomalías, por ejemplo escoliosis o hipoplasia de mama, estos casos se conocen como síndrome del nevo de Becker.